# Nutch
Nutch es un robot y motor de búsqueda basado en Lucene. Es parte del proyecto Lucene que a su vez es gestionado por la Apache Software Foundation. Nutch es software libre.
Nutch ofrece una solución transparente, pues al ser una tecnología de código abierto es posible conocer como organiza el ranking de resultados de las búsquedas. Está desarrollada en Java, y basa su arquitectura en la plataforma Hadoop de desarrollo de sistemas distribuidos.
Algunas de las características del buscador son:
- No distingue entre mayúsculas y minúsculas
- Usando comillas (") al principio y al final de un grupo de palabras o frase realiza la búsqueda de ese texto exacto
- Añadiendo el signo más (+) delante de una palabra fuerza la búsqueda de palabras no habituales
- Añadiendo el signo menos (-) delante de una palabra realiza la búsqueda excluyendo esa palabra

En los resultados se puede encontrar diversa información:
- en caché, muestra la versión de la página visitada por Nutch.
- explicar, muestra una explicación de cómo Nutch otorgó la puntuación a esa página.
- anchors, muestra una lista con el texto que aparece en enlaces que apuntan a esa página.